# Antje Diertens
Antje Diertens (Groningen, 28 februari 1958) is een Nederlandse voormalig politica namens D66. Van 23 maart 2017 tot 31 maart 2021 was zij lid van de Tweede Kamer.

## Biografie
Diertens was tot haar Kamerlidmaatschap werkzaam bij de Wagner Group, het latere Wagner & Company, als programmamanager bij de Executive MBA Sportmanagement. Eerder was zij actief op het gebied van personeelsbeleid en sportmanagement, onder meer in de gehandicaptensport, en was zij bewegingstherapeut.
Op 23 maart 2017 werd Diertens geïnstalleerd als lid van de Tweede Kamer. Zij had daar de portefeuille Koninkrijksrelaties, sport, gezondheid (preventie, GGZ), leven lang leren en beschermd wonen, maatschappelijke opvang en diensttijd. Op 9 november 2020 maakte Diertens bekend niet meer terug te keren in de Tweede Kamer na de verkiezingen van 17 maart 2021. Op 30 maart 2021 nam zij afscheid van de Tweede Kamer.
Diertens is weduwe van Philip Wagner, directeur van haar voormalige werkgever Wagner & Company, met wie zij sinds 2016 getrouwd was en twee kinderen had.